# Rueda de fuego
Roda de Fogo es una telenovela brasileña transmitida por TV Globo entre el 25 de agosto de 1986 y 20 de marzo de 1987, con un total de 179 capítulos, reemplazando a Selva de cemento y siendo sucedida por El otro.
Fue escrita por Lauro César Muniz y Marcilio Moraes y dirigida por Dennis Carvalho y Ricardo Waddington con dirección general de Dennis Carvalho.
Fue protagonizada antagónicamente por Tarcísio Meira  junto a Bruna Lombardi, con las demás participaciones antagónicas de  Renata Sorrah y Cecil Thiré.
Fue reexibida por Vale a Pena Ver de Novo del 21 de mayo al 6 de julio de 1990, reemplazando a Pão Pão, Beijo Beijo y siendo sucedida por Sassaricando, en 35 capítulos.

## Sinopsis
Renato Villar es un rico hombre de negocios, ambicioso y sin escrúpulos, que no hace nada por el poder. Después de haber enviado dólares en el extranjero y ha participado en el asesinato de su amigo Celso Rezende que amenazaba su reputación, Renato descubre un expediente de irregularidades en sus empresas. Renato trata de resolver el problema con el abogado Mario Liberato, y se acerca Lucía Brandão, un juez incorruptible asignado para oír su caso, con la intención de sobornar a ella. Pero, los dos se enamoran, y Lucía, que siempre había sido justa y honesta, comienza a vivir un gran conflicto de juzgar el hombre que ama.
Cuando Renato descubre que tiene un tumor cerebral, hay un giro en su vida. Cambiado radicalmente su comportamiento y abandona a su esposa, Carolina, para vivir un gran amor con Lucía. Renato también comienza a dejar de lado parte de las ganancias de sus empresas a una tercera institución del sector, y de impulso maquiavélico la eliminación de todas las "cabezas" que hicieron el último escalón de su grupo financiero, que lo traicionó. A partir de ahí, se inicia una intensa historia de asesinato y los intereses privados, y una lucha de poder constante que involucra personas incluso el anterior régimen militar.
Otro objetivo en la vida es Renato recuperar el niño el amor de Pedro, que nació de la relación de un hombre de negocios con el exguerrillero Maura Garcez, una mujer que, en su juventud, sufrió la represión de la dictadura militar en los años de plomo.

## Elenco
| Actor/Actriz        | Personaje               |
| ------------------- | ----------------------- |
| Tarcísio Meira      | Renato Villar           |
| Bruna Lombardi      | Lúcia Brandão           |
| Renata Sorrah       | Carolina D`Avila Villar |
| Eva Wilma           | Maura Garcez            |
| Paulo Goulart       | Marcos Labanca          |
| Joana Fomm          | Thelma Rezende          |
| Felipe Camargo      | Pedro Garcez            |
| Mário Lago          | Antônio Villar          |
| Sílvia Bandeira     | Alice                   |
| Cecil Thiré         | Mário Liberato          |
| Isabela Garcia      | Ana Maria D'Avila       |
| Gilberto Martinho   | Gilson Góes             |
| Mayara Magri        | Helena D'Avila Villar   |
| Cássio Gabus Mendes | Celso Rezende Júnior    |
| Lúcia Veríssimo     | Laís Brandão            |
| Hugo Carvana        | Paulo Costa             |
| Yara Côrtes         | Joana Garcez            |
| Carlos Kroeber      | Werner Benson           |
| Marta Overbeck      | Dra. Beatriz            |
| Nelson Dantas       | Dr. Moisés Rodrigues    |
| Paulo Castelli      | Felipe D'Avila          |
| Osmar Prado         | Tabaco                  |
| Cláudia Magno       | Vera dos Santos         |
| Percy Aires         | General Hélio D'Avila   |
| Cláudia Alencar     | Patativa                |
| Rodolfo Bottino     | Gilberto                |
| Ivan Cândido        | Anselmo dos Santos      |
| Jayme Periard       | Roberto Labanca         |
| Inês Galvão         | Bel                     |
| Carla Daniel        | Marlene                 |
| Carlos Vergueiro    | Fernando Brandão        |
| Cláudio Curi        | Jacinto Donato          |
| Cristina Sano       | Fátima Pires            |
| Beth Berardo        | Nazaré                  |
| Walter Mattesco     | Milton                  |

### Elenco de apoyo
- Paulo José - Celso Rezende
- Jandira Martini - Filomena Liberato
- Rosi Campos - Miriam
- Geraldo Carbutti - Josias
- Carlo Briani - psiquiatra de Maura
- Denis Derkian - Luís Otávio
- Guilherme Corrêa
- José de Abreu - Adauto
- Cláudia Costa - Mujer de Tabaco que aparece en el último capítulo
- Hemílcio Fróes - casa sacerdote Pedro y Ana María
- Junior Prata - Médico de familia Villar

## Reestreno
Fue reexibida por Vale a Pena Ver de Novo del 21 de mayo al 6 de julio de 1990, reemplazando a Pão Pão, Beijo Beijo y siendo sucedida por Sassaricando. Su prueba fue más corta en el tiempo, debido a la Copa Mundial de Fútbol de 1990. Los juegos se muestran las tardes y la novela tuvo que ser cortado al máximo, llegando a no ser presentado dentro de unos días. En total, se redujeron alrededor de 144 capítulos, dejando sólo 35 capítulos.
- Datos: Q3220949